# Хрустальный Дедал
«Хруста́льный Деда́л» — российская национальная профессиональная премия в области архитектуры. Учреждена в 2001 году Союзом архитекторов России. Премия вручается ежегодно в рамках фестиваля «Зодчество» по итогам работ за период, установленный для каждой из номинаций.
Премия названа в честь Дедала – легендарного изобретателя, архитектора, скульптора, живописца.
Победителям вручается статуэтка «Хрустальный Дедал», созданная скульптором Александром Рылеевым и архитекторами Андреем Черниховым и Алексеем Бавыкиным.
Общий вертикальный объем высотой 450мм разделен на 5 «кубических» объемов 90х90 каждый.
Внутри кристалловидного параллелепипеда, благодаря сложению и сдвигу элементов (малых параллелепипедов) в рамках общего контура, выстраивается чистой геометрической формы полый небоскреб, что позволяет разместить на верхней плоскости первого хрустального куба-основания серебряную квадратную медаль с рельефным «портретом» Дедала (иконография Дедала отсутствует). Но для лауреатов Хрустального Дедала с 2001 года – это профиль скульптора Александра Рылеева.

## Лауреаты

### 2001 год
Группа архитекторов в составе: В. Юдинцев, Б. Шабунин, С. Казначеева за реализованный проект: «Жилой дом на улице Хачатуряна, 12», г. Москва. Так же не вызывает никаких сомнений и победитель номинации «Лучший объект реставрации» — собор Смоленской Одигитрии Новодевичьего монастыря отреставрирован исключительно грамотно (архитекторы Г. Макаров, Н. Романов, В. Мудров).

### 2003 год
На XI Международном фестивале «Зодчество-2003» здание Московского международного дома музыки было удостоено высшей профессиональной награды — Хрустального Дедала.

### 2009 год
Архитектурная мастерская «АРСТ» за проект школы № 1414 (г. Москва), авторы проекта: К. Коновальцев, О. Коновальцев.

### 2011 год
ГРАН-ПРИ ФЕСТИВАЛЯ — РОССИЙСКАЯ НАЦИОНАЛЬНАЯ АРХИТЕКТУРНАЯ ПРЕМИЯ «ХРУСТАЛЬНЫЙ ДЕДАЛ» 2011 (ПОСТРОЙКА) Федеральный научно-клинический центр детской гематологии, онкологии и иммунологии (ул. Миклухо-Маклая, вл.4-10, Москва) Архитекторы: рук. Посохин М. М., Асадов А. Р., арх.: Легошин В. К., Гелета И. В., Силачева И. Н., Асадов А. А., Кислов В. С., Терехов С. В., Колесников В. Н., Семиколенова Н. В., Искосков П. Е., Шилягина Е. Н., Курочкина И. В., Демина О. Ю., Коренев И. В., Штанюк А. В., Малеин М. М., Санду А. И., Любимкина Ю. Ю., Мироненко Е. В., Вербицкая Е. С., Инженеры: Струченевский А. Б., Небытов А. М. «Моноракурс»: конструкторы: Дубатовка И. П., Сосин К. М. «Транзумед»: архитекторы: рук. Александрова И. П., Фолькер Вагенкнехт, Беттина К. Архитектурное бюро Асадова: архитекторы Асадов А. А., Павлова М. В., Зарубина А. В. ГУП г. Москвы Управление по проектированию общественных зданий и сооружений «Моспроект-2» им. М. В. Посохина, архитектурно-проектная мастерская № 19 (Москва) Строительная организация «Транзумед».

### 2017 год
ГРАН-ПРИ ФЕСТИВАЛЯ — РОССИЙСКАЯ НАЦИОНАЛЬНАЯ АРХИТЕКТУРНАЯ ПРЕМИЯ «ХРУСТАЛЬНЫЙ ДЕДАЛ» 2017 года в номинации «Постройки» присуждена «Спортивно-развлекательному комплексу и яхт-клуб президентского Спортивного Клуба Дзюдо „Явара-Нева“ расположенного по адресу: Санкт-Петербург, Петроградский район, остров Бычий.
Авторский коллектив: руководитель Витвицкий Ингмар Юлианович, главный архитектор проекта Яковенко М. К., архитекторы Сафиуллина А. Н., Соколов Г. А., Сергеев И. А., Костюк А. В., Александрова Т. М., конструктор Демидова И. В.
Проект выполнен ООО „ИНГМАР“ Архитектурно-строительное бюро».

### 2018 год
ГРАН-ПРИ ФЕСТИВАЛЯ — РОССИЙСКАЯ НАЦИОНАЛЬНАЯ АРХИТЕКТУРНАЯ ПРЕМИЯ «ХРУСТАЛЬНЫЙ ДЕДАЛ» 2018 года в номинации «Постройки»: "Застройка пешеходной набережной Северной Двины в Архангельске: МФК «ДЕЛЬТА», ЖК «ОМЕГА ХАУС», ЖК «АЛЬФА». Авторский коллектив: М. А. Мамошин (рук. проекта), А. Х. Богатырева, А. В. Кралин, А. М. Мамошин, А. И. Щеглов, при участии Е. А. Бастрыкина (Архангельск), П. В. Веряскина, Д. Ю. Гришко, А. П. Федченко; Е. П. Шмаев (ГИП), С. В. Никулин (конструктор, Архангельск).